# Lonja (ókori település)
Lonja, egy ókori – kora középkori település volt Horvátországban, Varasdtól délre, a Novi Marofhoz tartozó Donje Makojišće település déli határában.

## Fekvése
A Varasdtól és a Dráva-síkságtól délre, emelkedő dombos területen, a Lónya-folyó völgye fölé emelkedő meredek oldalú, két csúccsal (268 és 288 m tengerszint feletti magasságú) rendelkező Gradišće nevű magaslat tetején található. A környezetéből mintegy 80 méter magasan kiemelkedő, nyugat-keleti irányban húzódó dombtető kivételes stratégiai helyzetével, már az őskortól kezdve ellenőrizte a Lónya völgyét, melyet már akkor természetes közlekedési útvonalként használtak.

## Leírása
Már a magaslat neve is itt egykor létezett épületekre utal, mely biztos támpontként szolgált a régészek számára egy lehetséges régészeti lelőhely vonatkozásában. Ezt a környék legidősebb lakói is alátámásztották, akik a hegyre vezető, kővel kirakott útról, valamint egy függőhídról meséltek, amely egykor összekötötte a Gradišćét a Lónya völgye felett a szomszédos Humščak nevű dombbal, amelyen egykor ugyancsak egy erődítmény állt. 
A nyugati csúcs hosszúkás fennsíkján régészeti feltárásokat több éven át végezték, melyek során fokozatosan ősi építészeti struktúrák és számos régészeti lelet került napfényre. A keleti csúcs (a lelőhely felső része) 20 méterrel magasabb (288 m), felülete azonban jóval kisebb. Az ott fekvő viszonylag szűk területen kőépületek maradványait fedezték fel. A két csúcs között van egy kis áthidaló rész, amely összeköti a két helyszínt. Lehetséges, hogy ezt a megközelítést már az ősi időkben alkalmazták. Ma a terület legnagyobb részét erdő és sűrű növényzet borítja. Míg nem is olyan régen ennek a komplexumnak jelentős területeit, és különösen a déli lejtőket művelték, mára az egész felületet benőtte a növényzet. A hely nyugatról és keletről is jól védett, mert itt a lejtők szinte függőlegesen ereszkednek le egészen a völgy aljáig. A legkönnyebb észak felől megközelíteni egy hágón át, amelyet a helyiek az utóbbi időben használtak. A déli, kezdetben enyhe lejtők hirtelen meredekké válnak, mely szintén egyfajta természetes védelmet nyújt a területnek. Mivel a Varasd – Zágráb út itt halad át ennek ellenőrzése mellett a hely biztonságot is nyújtott az itt élő közösség számára.
A régészeti feltárások eredményei megerősítették a korábbi feltételezéseket. A mintegy 10 hektáron elterülő lelőhelyet a késő ókori épületek uralják, amelyek védőfalakból, valamint lakó- és középületek maradványaiból állnak. Az ókori erődített település elődje egy a kőrézkorból (Retz-Gajary kultúra), majd késő bronzkorból származó dombvidéki típusú település volt. A terület legősibb, minden bizonnyal őskori, és egyben legfontosabb része a nyugati csúcson található nagy fennsík, ahol az épületek kőből és téglából épültek. Némelyikük falfűtési rendszerrel volt felszerelve. Ha az erődített fennsíkot akropolisznak lehetne nevezni, akkor az alsó, keleti fennsíkot külvárosként lehetne meghatározni. A terület szelíd déli lejtői alkalmasak a vidéki lakosság gazdasági és mindennapi tevékenységére. Veszély esetén a lakosok a biztonságosabb akropoliszba menekülhettek.
A lelőhely jelentőségét azt adja, hogy Varasd tágabb környékén ez az egyetlen ókori eredetű magaslati település, melynek legközelebbi megfelelőjét a Szeszvetétől északra fekvő Glavnica Donja közelében található Kuzelin nevű régészeti lelőhely leletei képezik.

## Ókeresztény templom
A település védőfalain belül felfedezett ókeresztény templom Pannónia nyugati részének kevés ókeresztény szakrális épületei közé tartozik. A templom kelet-nyugati tájolású, és a keleti védőfalra támaszkodik, mely így átveszi a templom keleti falának funkcióját. Egyszerű, narthex nélküli egyhajós templom, megemelt presbitériummal, az apszisban a papság ülőheléűl szolgáló paddal. Az apszisban megtalálható az oltár helye, de z oltár maradványait nem találták. A templom padozatától körülbelül 40 cm-re kiemelkedő presbitériumhoz két, in situ felfedezett kőlépcső vezetett. Egy szokatlan helyen a templom főterének sarkában, egy körülbelül 100 x 120 cm méretű, körülbelül 40 cm mély medencét fedeztek fel. Nagyon valószínű, hogy ez egy keresztelőmedence volt, ahova falépcsők vezettek le. A medence két szemközti sarkában felfedezett lyukak fa szerkezetet jeleznek, talán a keresztelőmedence fölötti tetőzetet tartották. A presbitérium előtti padló burkolatában kerek lyukakat fedeztek fel, amelyek egy fa korlát elhelyezkedését mutatják a hívek és a papok számára fenntartott tér között. Érdekesség, hogy ezt a két templomteret a padlóburkolat típusa is jelöli, így a presbitériumot szebb és sokkal jobb minőségű kőlapok borítják. A templom főterének bejárata körülbelül 2 m széles. A megtalált vas ajtókitámasztók lehetővé teszik egy szélesebb, kétszárnyú ajtó rekonstrukcióját. A főhajó déli falán két, egymással összekapcsolt keskeny szoba található, amelyek valószínűleg a papok segítségére szolgáltak a liturgia alatt. E mellett szól az az ajtó, amely e helyiségek egyikét közvetlenül a presbitériumhoz kötötte. Feltételezzük, hogy a lonjai ókeresztény templom alaprajza szimmetrikus volt, ezért a fő templomtér északi fala mentén ugyanolyan vagy hasonló hosszúkás helyiségek várhatók, amelyeket még nem tártak fel. A lonjai ókeresztény templom valószínűleg az 5. század első felében épült, és a 6. század első feléig működhetett. Több információval a kutatás végén rendelkezünk.